# Jock Lewes
El tinent John Steel "Jock" Lewes (21 de desembre de 1913 - 30 de desembre de 1941) va ser un oficial de l'exèrcit britànic destacat durant la Segona Guerra Mundial. Va ser l'oficial d'entrenament principal fundador del Servei Aeri Especial. El seu comandant fundador, David Stirling, va dir més tard de Lewes: "Jock podria afirmar de manera molt més genuïna que és el fundador del SAS que jo". Lewes també va inventar un dispositiu explosiu per al SAS, l'homònima bomba Lewes.
Va ser interpretat per Alfie Allen al drama històric de televisió del 2022 SAS: Rogue Heroes.

## Biografia
Lewes va néixer a Calcuta d'un pare britànic, el comptable col·legiat Arthur Harold Lewes i una mare australiana, Elsie Steel Lewes. La família es va traslladar a Austràlia i Lewes va créixer a Bowral, Nova Gal·les del Sud. Quan era adolescent va assistir a The King's School, Parramatta.
Lewes va viatjar al Regne Unit per assistir al Christ Church College d'Oxford, des de setembre de 1933, on va llegir filosofia, política i economia. El 1936–37, va ser president del Boat Club de la Universitat d'Oxford. Durant 1937 va renunciar voluntàriament al seu lloc a la tripulació del vaixell Oxford Blue, per ajudar-lo a guanyar la regata de llaguts universitària d'aquell any, i posar fi a una ratxa de 15 anys de victòria de Cambridge. Lewes va viatjar a Berlín per treballar per al British Council i, abans dels esdeveniments de la Kristallnacht de 1938, va ser breument un admirador de Hitler i de l'estat nazi.
Un germà petit, David Steel Lewes, va ser més tard destacat com a cardiòleg al Regne Unit i va ser un oficial mèdic de la Royal Air Force durant la guerra.
En el moment de la seva mort, Lewes estava compromès amb Mirren Barford, un estudiant d'Oxford. Les seves cartes d'amor van ser recollides i publicades pel fill de Barford el 1995 i van revelar les seves simpaties nazis abans de la Kristallnacht.

### Carrera militar
Lewes va ser comissionat oficial per primera vegada a la llista general de l'exèrcit britànic com a candidat universitari el 5 de juliol de 1935, mentre era estudiant a Oxford. A l'esclat de la Segona Guerra Mundial, va ser traslladat breument a una unitat de l'Exèrcit Territorial, el 1r Batalló, Tower Hamlets Rifles, Rifle Brigade el 2 de setembre de 1939 abans d'unir-se a la Guàrdia Gal·lesa el 28 d'octubre.
El 1941, Lewes estava en un grup de voluntaris reunits per David Stirling per formar una unitat dedicada a les missions d'atac contra les línies de comunicació de les forces de l'Eix al nord d'Àfrica. Amb finalitats d'engany militar i de contraespionatge, aquest grup de la mida d'un pelotó va ser al principi conegut oficialment com el Destacament "L", Brigada del Servei Aeri Especial.
Per destruir els vehicles de l'Eix, els membres del SAS van adjuntar subreptíciament petites càrregues explosives. Lewes va notar les respectives debilitats de les explosions convencionals i els incendiaris, així com el seu fracàs per destruir vehicles en alguns casos. Va improvisar una nova càrrega combinada d'explosius plàstics, dièsel i termita. La bomba de Lewes es va utilitzar durant la Segona Guerra Mundial.
A finals de desembre de 1941, Lewes va participar en una incursió del SAS/Long Range Desert Group als aeròdroms de l'Axis a Líbia. Quan els assaltants tornaven a les línies aliades, els seus vehicles van ser atacats repetidament per avions italians i alemanys. Mentre retornava el foc el 30 de desembre, a prop de "Marble Arch" (El Gaus; Arco dei Fileni ), segons informa, Lewes va ser colpejat a la cuixa per un canó de 20 mm i va morir a l'escena de l'atac. És commemorat al Memorial de l'Alamein.